# Microtropis henryi
Microtropis henryi är en benvedsväxtart som beskrevs av Merrill och Freeman. Microtropis henryi ingår i släktet Microtropis och familjen Celastraceae. Inga underarter finns listade.